# Soera (rivier)
De Soera (Russisch: Сура, Soera) is een rivier in Rusland en een zijrivier van de Wolga aan rechterzijde. De rivier stroomt door de oblast Penza, Mordovië, oblast Oeljanovsk, Tsjoevasjië en oblast Nizjni Novgorod. De rivier heeft een lengte van 841 kilometer, waarvan 394 kilometer bevaarbaar is.
De rivier ontspringt op de Wolgahoogte ten noordoosten van Koeznetsk en stroomt vervolgens in westelijke richting naar het Soerastuwmeer en stroomt iets verderop naar het noorden. Na het heuvellandschap van de Wolgahoogte doorlopen te hebben, stroomt de rivier bij de plaats Vasilsoersk in de Wolga in het Stuwmeer van Tsjeboksary.
Aan de rivier liggen onder andere de steden Soersk, Penza, Alatyr (bij de samenstroming met de rivier de Alatyr), Sjoemerlja en Jadrin.
- Gemeinsame Normdatei: 4341520-9